# Tonacatepeque
Tonacatepeque ist eine Stadt in El Salvador in Mittelamerika, einer von drei Distritos/Bezirken im Departamento San Salvador, und hat 129.300 Einwohner (Stand: 2017).
Die Stadt liegt auf einem Altiplano 5 km östlich der Großstadt Apopa und etwa 10 km nordöstlich des Stadtrandes der Landeshauptstadt San Salvador.